# Rio Chiarò di Cialla
Rio Chiarò di Cialla este o arie protejată (sit de importanță comunitară — SCI) din Italia întinsă pe o suprafață de 64 ha, integral pe uscat.

## Localizare
Centrul sitului Rio Chiarò di Cialla este situat la coordonatele 46°03′55″N 13°27′50″E / 46.0654°N 13.4639°E.

## Înființare
Situl Rio Chiarò di Cialla a fost declarat sit de importanță comunitară în decembrie 2022 pentru a proteja 5 specii de animale.

## Biodiversitate
Situată în ecoregiunea continentală, aria protejată conține 3 habitate naturale: Păduri de Castanea sativa, Pajiști cu Molinia pe soluri calcaroase, turboase sau argilos-nămoloase (Molinion caeruleae), Fânețe de joasă altitudine (Alopecurus pratensis, Sanguisorba officinalis).
La baza desemnării sitului se află mai multe specii protejate:
- nevertebrate (1): Austropotamobius pallipes
- pești (4): Cobitis bilineata, zglăvoacă (Cottus gobio), Protochondrostoma genei, Telestes muticellus

Pe lângă speciile protejate, pe teritoriul sitului au mai fost identificate 2 specii de pești.